# Miguel Veloso
Pour les articles homonymes, voir Veloso.
Miguel Luís Pinto Veloso, dit Miguel Veloso, né le 11 mai 1986 à Coimbra au Portugal, est un footballeur international portugais qui évolue au poste de milieu défensif ou défenseur au Pisa SC. 
Il est le fils de António Veloso qui défendit les couleurs du Portugal lors de l'Euro 1984.

## Biographie
Miguel Veloso est un joueur très physique qui se distingue par la récupération, une bonne vision de jeu, des passes justes et une bonne qualité de centre. 
Ses talents de récupérateur associés à son très bon pied gauche en font un des espoirs du football portugais. Il jouit aussi d'une très grande précision sur ses coups francs bien qu'il se soit peu illustré dans cet exercice sous les maillots du Sporting et de la Seleção. En revanche, il a marqué quelques buts dans la catégorie des -21 ans, dont deux lors de la phase finale de l'Euro 2007 (contre les Pays-Bas et Israël) sur deux coups francs directs.

## Carrière
Il est fortement courtisé par Bolton et Everton notamment. À de nombreuses reprises, il a fait part de son intérêt pour Bolton, club dont il est supporter depuis qu'il est né et où joue son compatriote Ricardo Vaz Tê. L'échec d'un premier transfert au mercato d'hiver 2008 lui porte un coup dur au moral. L'été 2009 aurait pu le voir enfin partir vers son club de cœur en raison des relations tendues qu'il entretenait avec les joueurs du Sporting, Veloso ayant en effet affirmé à la presse portugaise que ceux-ci et leurs dirigeants souhaitaient faire de lui leur bouc émissaire. Toutefois la transaction ne se fait pas et Veloso reste à Lisbonne pour la saison 2009-2010.
En juillet 2010, il signe au Genoa en échange de 8 millions d'euros plus la vente d'Alberto Zapater aux Portugais.
En juillet 2012, à la suite d'un très bel Euro disputé dans la peau d'un titulaire indiscutable, il signe au Dynamo Kiev en échange de 7 millions d'euros (contrat de 4 ans) où il s'impose comme titulaire indiscutable dès les premiers matchs, et aide le Dynamo Kiev à se qualifier pour la phase de groupes de la Ligue des Champions en éliminant successivement deux adversaires difficiles, le Feyenoord Rotterdam et le Borussia Mönchengladbach. Le 18 septembre 2012, malgré la défaite de son équipe au Parc des Princes face au Paris Saint-Germain, il inscrit son premier but sous le maillot du Dynamo Kiev.
Le 19 octobre 2018, il se réengage avec le Genoa, alors que son contrat avait pris fin à l'issue de la saison 2018-2019.
Le 20 juillet 2019 Miguel Veloso s'engage en faveur de l'Hellas Vérone pour une durée d'un an. Il joue son premier match lors d'une rencontre de coupe d'Italie face à l'US Cremonese le 18 août 2019. Il se fait remarquer en délivrant une passe décisive ce jour-là mais son équipe s'incline après prolongation (1-2 score final). Devenu rapidement capitaine de l'équipe, il prolonge d'un an son aventure avec l'Hellas, le 29 juin 2020.

## Statistiques
| Saison      | Club        | Pays     | Championnat  | Championnat | Championnat | Coupes nationales | Coupes nationales | Coupe d'Europe | Coupe d'Europe | Coupe d'Europe | Total  | Total |
| Saison      | Club        | Pays     | Division     | Matchs      | Buts        | Matchs            | Buts              | Type           | Matchs         | Buts           | Matchs | Buts  |
| ----------- | ----------- | -------- | ------------ | ----------- | ----------- | ----------------- | ----------------- | -------------- | -------------- | -------------- | ------ | ----- |
| 2006 - 2007 | Sporting CP | Portugal | Liga Sagres  | 22          | 0           | 2                 | 0                 | C1             | 5              | 0              | 29     | 0     |
| 2007 - 2008 | Sporting CP | Portugal | Liga Sagres  | 29          | 1           | 11                | 0                 | C1+C3          | 6+5            | 0              | 51     | 1     |
| 2008 - 2009 | Sporting CP | Portugal | Liga Sagres  | 21          | 0           | 3                 | 0                 | C1             | 7              | 1              | 31     | 1     |
| 2009 - 2010 | Sporting CP | Portugal | Liga Sagres  | 25          | 3           | 5                 | 4                 | C1+C3          | 4+10           | 1+3            | 44     | 11    |
| 2010 - 2011 | Sporting CP | Portugal | Liga Sagres  | -           | -           | -                 | -                 | C3             | 1              | 0              | 1      | 0     |
| 2010 - 2011 | Genoa       | Italie   | Serie A      | 20          | 0           | -                 | -                 | -              | -              | -              | 20     | 0     |
| 2011 - 2012 | Genoa       | Italie   | Serie A      | 29          | 2           | -                 | -                 | -              | -              | -              | 29     | 2     |
| 2012 - 2013 | Dynamo Kiev | Ukraine  | Premier-Liga | 24          | 2           | 1                 | 0                 | C1+C3          | 10+2           | 1+0            | 37     | 3     |
| 2013 - 2014 | Dynamo Kiev | Ukraine  | Premier-Liga | 20          | 1           | 4                 | 0                 | C3             | 8              | 1              | 32     | 2     |
| 2014 - 2015 | Dynamo Kiev | Ukraine  | Premier-Liga | 13          | 1           | 5                 | 2                 | C3             | 8              | 3              | 26     | 6     |
| 2015 - 2016 | Dynamo Kiev | Ukraine  | Premier-Liga | 20          | 2           | 5                 | 1                 | C1             | 5              | 0              | 30     | 3     |

Dernière mise à jour le 27 juin 2016.

## Palmarès
| Année        | Titre                                                 | Club                   | Pays     |
| 2003         | Vainqueur du Championnat d'Europe des moins de 17 ans | Portugal -17 ans       | Portugal |
| 2007 et 2008 | Vainqueur de la Coupe du Portugal                     | Sporting CP            | Portugal |
| 2007 et 2008 | Vainqueur de la Supercoupe du Portugal                | Sporting CP            | Portugal |
| 2006         | Champion du Portugal D3                               | CD Olivais e Moscavide | Portugal |
| 2008 et 2009 | Finaliste de la Carlsberg Cup                         | Sporting CP            | Portugal |
| 2014 et 2015 | Vainqueur de la Coupe d'Ukraine                       | Dynamo Kiev            | Ukraine  |
| 2015 et 2016 | Championnat d'Ukraine                                 | Dynamo Kiev            | Ukraine  |